# Gare de Paris-Bestiaux
La gare de Paris-Bestiaux parfois appelée gare de La Villette, est une ancienne gare ferroviaire désaffectée à Paris, en France. Située sur un embranchement de la ligne de Petite Ceinture, elle desservait le marché aux bestiaux des abattoirs de la Villette.

## Situation ferroviaire
L’embranchement de Paris-Bestiaux était rattaché à la ligne de la Petite Ceinture en deux points situés l’un au nord, l’autre au sud de la gare de Belleville-Villette. Les deux voies traversaient les rues de Crimée, du Dépotoir, du Pré-Saint-Gervais (actuelle rue Petit) au moyen de deux viaducs et d’un pont métallique. Elles traversaient ensuite les rues d’Hautpoul et d’Allemagne (avenue Jean-Jaurès) d'abord à niveau, puis en souterrain après 1934. Le raccordement menait également à la gare de Paris-Abattoirs, située plus au nord de l'autre, du côté du canal de l'Ourcq. Il a été remplacé par l'allée Darius-Milhaud et l'allée Arthur-Honegger.
La gare de Paris-Bestiaux s’amorçait à l'ouest de l'avenue Jean-Jaurès et s’étendait le long du boulevard Sérurier, jusqu’au canal de l’Ourcq. Jusqu’aux années 1930, elle était constituée de sept voies et trois quais : 
- un quai de désinfection (no 1),
- un quai de chargement (no 2),
- un quai de déchargement dit « de Pantin » (no 3).

## Histoire

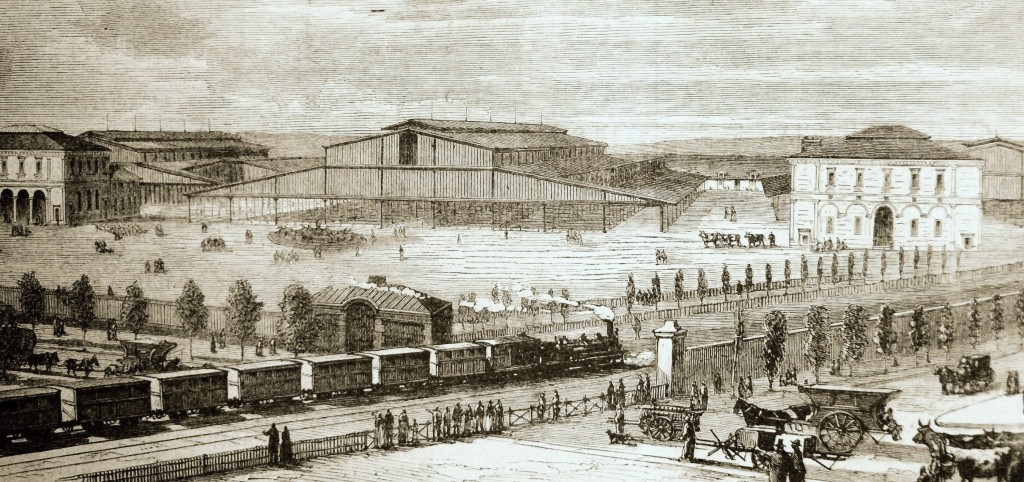
La gare en 1867.

Le 26 juillet 1864, la ville de Paris et le Syndicat du chemin de fer de Petite Ceinture signent une convention prévoyant la réalisation et l'exploitation d'un embranchement ferroviaire qui permettra de desservir les abattoirs de la Villette, alors en construction. Le projet est déclaré d’utilité publique par décret du 19 octobre 1864.
L’embranchement est livré à l’exploitation le 18 octobre 1867. Mais les installations s'avèrent vite insuffisantes. Pour pallier sa saturation, la gare est ouverte la nuit à partir de l’automne 1898. Le service de nuit est suspendu pendant la Première Guerre mondiale.
Lancées dès 1908, les études d’un remaniement général n’aboutissent qu’en 1928. Du fait de la crise économique, le programme est revu à la baisse. Les travaux sont achevés en 1939. Parallèlement, la part du trafic ferroviaire dans les arrivages de bétail baisse régulièrement : elle passe de 77,2 % en 1927 à 52,7 % en 1932.
Le 21 avril 1918, durant la Première Guerre mondiale, un obus lancé par la Grosse Bertha explose gare de la Villette.
Dans les années 1960, la gare fait l'objet d'un important programme de travaux, lié à la rénovation des abattoirs de la Villette. Mais bien qu'assez avancés, les travaux sont interrompus en 1970.
Les abattoirs ferment le 15 mars 1974. L'activité de Paris-Bestiaux est maintenue provisoirement pour le garage de trains.
La gare est désaffectée le 31 décembre 1977.
Après la fermeture de la gare et du raccordement, les terrains sont rétrocédés à la Ville de Paris en novembre 1983.
La Cité de la musique, ouverte en 1995, a été édifiée à son emplacement ainsi que la salle de la Philharmonie de Paris.
Les allées Arthur-Honegger et Darius-Milhaud sont aménagées à l'emplacement de l'ancien raccordement.

## Trafic
Les expéditions et arrivages des animaux à la tête en gare de Paris-Bestiaux de 1871 à 1913 sont connues grâce aux rapports du syndicat disponibles au Centre des archives du monde du travail à Roubaix.
| Année | Expéditions | Arrivages | Total     |
| ----- | ----------- | --------- | --------- |
| 1871  | 29 967      | 528 025   | 557 992   |
| 1872  | 32 713      | 734 497   | 767 210   |
| 1873  | 44 137      | 745 886   | 790 023   |
| 1874  | 58 118      | 786 788   | 844 906   |
| 1875  | 74 808      | 955 591   | 1 030 399 |
| 1876  | 69 789      | 960 133   | 1 029 922 |
| 1877  | 69 545      | 887 876   | 957 421   |
| 1878  | 84 722      | 816 644   | 901 366   |
| 1879  | 109 739     | 972 650   | 1 082 389 |
| 1880  | 95 775      | 1 027 092 | 1 122 867 |
| 1881  | 98 902      | 1 041 428 | 1 140 330 |
| 1882  | 107 711     | 1 032 981 | 1 140 692 |
| 1883  | 122 185     | 1 124 378 | 1 246 563 |
| 1884  | 112 165     | 1 114 777 | 1 226 942 |
| 1885  | 104 581     | 1 127 831 | 1 232 412 |
| 1886  | 106 372     | 1 238 236 | 1 344 608 |
| 1887  | 94 609      | 1 439 500 | 1 534 109 |
| 1888  | 110 986     | 1 503 781 | 1 614 767 |
| 1889  | 101 861     | 1 576 671 | 1 678 532 |
| 1890  | 88 704      | 1 333 782 | 1 422 486 |
| 1891  | 106 343     | 1 333 303 | 1 439 646 |
| 1892  | 117 427     | 1 779 297 | 1 896 724 |
| 1893  | 139 174     | 2 122 491 | 2 261 665 |
| 1894  | 101 968     | 1 881 335 | 1 983 303 |
| 1895  | 104 418     | 1 825 105 | 1 929 523 |
| 1896  | 108 497     | 1 931 573 | 2 040 070 |
| 1897  | 134 647     | 1 934 496 | 2 069 143 |
| 1898  | 115 999     | 1 932 375 | 2 048 374 |
| 1899  | 101 611     | 1 943 671 | 2 045 282 |
| 1900  | 98 050      | 2 108 054 | 2 206 104 |
| 1901  | 114 899     | 2 002 707 | 2 117 606 |
| 1902  | 116 866     | 2 200 049 | 2 316 915 |
| 1903  | 110 021     | 1 899 168 | 2 009 189 |
| 1904  | 109 820     | 1 978 825 | 2 088 645 |
| 1905  | 107 990     | 2 029 672 | 2 137 662 |
| 1906  | 141 834     | 2 134 225 | 2 276 059 |
| 1907  | 110 826     | 1 981 104 | 2 091 930 |
| 1908  | 115 333     | 1 998 953 | 2 114 286 |
| 1909  | 125 771     | 2 099 310 | 2 225 081 |
| 1910  | 178 891     | 2 260 498 | 2 439 389 |
| 1911  | 128 644     | 2 174 616 | 2 303 260 |
| 1912  | 135 133     | 2 165 202 | 2 300 335 |
| 1913  | 151 549     | 1 973 994 | 2 125 543 |